# جیمز بوکر
جیمز کارول بوکر سوم (زاده ۱۷ دسامبر ۱۹۳۹ - درگذشته ۸ نوامبر ۱۹۸۳) یک نوازنده کیبورد ریتم اند بلوز نیواورلئان بود که در نیواورلئان، لوئیزیانا، ایالات متحده آمریکا متولد شد. سبک منحصر به فرد او ریتم و بلوز را با استانداردهای جاز ترکیب می‌نمود. بعد از آن دکتر جان، بوکر را به عنوان «بهترین نابغه پیانوی سیاه‌پوست، همجنس‌باز، تک چشمی که نیواورلئان تولید نموده» شرح داد. او که از نظر شخصیتی باشکوه بود و از امکانات فنی بی‌اندازه ای بهرمند بود، بعدها به «لیبراس سیاه» مشهور می‌شود.

## زندگی‌نامه

### اوایل زندگی
بوکر پسر و نوه وزرای باپتیست بود که آنان هم پیانو می‌نواختند. او اغلب دوران کودکی اش را در ساحل خلیج می‌سی‌سی‌پی طی نمود، محلی که پدر او در همان حومه کشیش کلیسا بوده. بعد از آن بوکر از ۶ سالگی به شکل کاملاً کلاسیکی پیانو را می‌آموزد. بعدها او یک ساکسیفون برای تولد ۱۰ سالگی خود در ماه دسامبر ۱۹۴۹ بدست می‌آورد. بعد از آن او خواهان یک ترومپت می‌شود، ولی با وجود اینکه اشتباهاً خریداری شده بود، به ساکسیفون چیره می‌شود. ولی او بعدها روی پیانوی جی اس متمرکز می‌شود. نوآوری‌ها و سینفونیاهای باخ، آنان را تا سن ۱۲ سالگی و در سطح حرفه ای اجرا نمود. وی همچنین در کلیساهای پدرش ارگ می‌نواخت. او آرزو داشت که یک کشیش کاتولیک شود. بعدها بوکر با این اندیشه که موسیقی وسیله بیان معنوی او خواهد بود، در مقابل این راه تصمیم می‌گیرد.
در سال ۱۹۴۹ و در سنین ۹ سالگی، بوکر با آمبولانسی برخورد می‌کند که به گفته او حدود ۷۰ مایل در ساعت در حرکت بوده. بعد از آن به گفته او، وی را ۳۰ فوتی کشیده و بعد از آن پاهایش را از ۸ نقطه می‌شکند و تقریباً باید قطع گردد. بعدها به او در بیمارستان مورفین تزریق می‌کنند که او تا حدودی اعتیادش را به مواد مخدر نسبت دهند. بعدها در سرانجام عملش او را با لنگیدن دائمی رها می‌نماید.